# 금오초등학교 (충남)
금오초등학교는 충청남도 예산군에 있는 공립 초등학교이다.

## 학교 연혁
- 1944.05.20 예산금오공립국민학교 개교
- 1948.06.01 금오국민학교로 개칭
- 1957.11.11 주교국민학교 분리
- 1994.06.12 신관(산성리) 교사로 이사 완료
- 1995.02.25 병설유치원 인가
- 1996.03.01 금오초등학교로 개칭
- 2015.02.12 제67회 졸업식(총 8,582명)
- 2015.03.01 34학급(일반학급 33, 특수학급 1), 병설유치원 2학급 편성

## 참고 자료
- 금오초등학교 - 한국교육학술정보원 학교알리미